# Leo Suter
Leo Suter (Londra, 26 settembre 1993) è un attore britannico.

## Biografia
Leo Suter è nato a Londra e ha studiato al Colet Court, alla St Paul's School e al New College di Oxford, dove ha studiato scienze umane.
Ha iniziato a recitare mentre studiava a scuola all'età di undici anni. Ha firmato il suo primo contratto in qualità di attore dopo aver recitato in una recita scolastica. I suoi ruoli teatrali includevano Patsy in "The Winterting" alla Oxford Playhouse, Subtle in "The Alchemist" all'Arcola Theatre e Mercutio in Romeo e Giulietta alla Southwark Playhouse.

## Filmografia

### Cinema
- Round and Round the Garden (2013)[5]
- Maleficent, regia di Robert Stromberg (2014)
- Fallen, regia di Scott Hicks (2016)[6]
- I'll Find You (2017)[7]
- Madame Clicquot (Widow Clicquot), regia di Thomas Napper (2023)

### Televisione
- Bad Education – serie TV, episodio 1x05 (2012)
- Victoria – serie TV, 8 episodi (2017)
- Ransom – serie TV, episodio 1x11 (2017)
- Clique – serie TV, 6 episodi (2018)
- Beecham House – serie TV, 6 episodi (2019)
- Sanditon – serie TV, 8 episodi (2019)
- Intelligence – serie TV, episodio 1x04 (2020)
- Vikings: Valhalla - serie TV, 24 episodi (2022-2024)

## Doppiatori italiani
Nelle versioni in italiano dei suoi lavori, Leo Suter è stato doppiato da:
- Gianpaolo Caprino in Vikings: Valhalla
- Fabrizio De Flaviis in Fallen
- Flavio Aquilone in Sanditon
- Emanuele Ruzza in Beecham House